# Isabella Törngren
Stina Isabella Magdalena Törngren, tidigare Petersson, född 6 maj 1972 i Grevie församling, Kristianstads län, är en svensk ämbetsman.

## Biografi
Isabella Törngren utbildade sig till statsvetare och kom att arbeta som säkerhetspolitisk rådgivare hos överbefälhavaren. Hon kom senare att arbeta som biträdande chef på Utrikesdepartementet vid enheten för konsulära och civilrättsliga ärenden För att därefter arbeta som departementsråd och biträdande chef på Utrikesdepartementet enhet för Europa och Nordamerika. Törngren blev 1 mars 2023 chef för H.K.H. Kronprinsessans hovstat.